# Marvell Technology Group
Marvell Technology Group is een Amerikaans bedrijf dat halfgeleiders en aanverwante technologie ontwikkelt en fabriceert.

## Beschrijving
Het bedrijf werd opgericht in 1995 en is gevestigd in Santa Clara. Marvell heeft ook onderzoeksfaciliteiten in andere landen zoals in Duitsland, Zwitserland, Israël, Japan, Taiwan en Singapore.
Enkele producten die het bedrijf fabriceert zijn onder meer processors voor gegevensverwerking, SoC's, beveiligingschips, netwerkchips en stuurcircuits voor computerapparatuur zoals harde schijven en SSD's. Ook produceert het chips voor draadloze Wi-Fi-communicatie.
Het bedrijf nam in 2006 de XScale-processortechnologie over van chipfabrikant Intel voor een bedrag van 600 miljoen Amerikaanse dollar.